# Neophylarcha helicosema
Neophylarcha helicosema är en fjärilsart som beskrevs av Edward Meyrick 1926. Neophylarcha helicosema ingår i släktet Neophylarcha och familjen Copromorphidae. Inga underarter finns listade i Catalogue of Life.